# 日光の社寺
日光の社寺（にっこうのしゃじ）は、栃木県日光市にある寺社などから構成されるユネスコの世界遺産である。日光山内（にっこうさんない）、二社一寺（にしゃいちじ）とも称される。

## 史跡指定
1998年（平成10年）5月14日、世界遺産登録推薦にさきがけて国の史跡に指定された。指定名は「日光山内」、管理団体は日光市である。従来、建造物については国宝や重要文化財に指定され、保護が図られている山内地区であったが、面的な保護策は講じられていなかった。そこで、文化庁、栃木県教育委員会、専門家、学識経験者が協議し、二社一寺をはじめとする土地所有者、土地占有者ならびに関係者等の協力を得て日光山内50.8ヘクタールが文化財保護法にもとづく史跡指定を受けた。

## 世界遺産登録
1999年12月2日にモロッコのマラケシュで開催されたユネスコ世界遺産委員会で文化遺産として登録された。登録名は「日光の社寺」である。
- 日光東照宮
- 日光二荒山神社（別宮本宮神社、別宮滝尾神社を含む）
- 日光山輪王寺（大猷院霊廟を含む）

103棟（国宝9棟、重要文化財94棟）の「建造物群」と、これらの建造物群を取り巻く「遺跡（文化的景観）」が登録されている。

## 登録基準
この世界遺産は世界遺産登録基準のうち、以下の条件を満たし、登録された（以下の基準は世界遺産センター公表の登録基準からの翻訳、引用である）。
- (1) 人類の創造的才能を表現する傑作。
- (4) 人類の歴史上重要な時代を例証する建築様式、建築物群、技術の集積または景観の優れた例。
- (6) 顕著で普遍的な意義を有する出来事、現存する伝統、思想、信仰または芸術的、文学的作品と直接にまたは明白に関連するもの（この基準は他の基準と組み合わせて用いるのが望ましいと世界遺産委員会は考えている）。